# 민주조선
《민주조선》(民主朝鮮)은 조선민주주의인민공화국의 신문이다. 조선민주주의인민공화국의 입법부인 최고인민회의 상임위원회, 행정적 집행 기관인 내각의 기관지이다.

## 역사
1945년 8월 평안남도 인민위원회 직속기관지인 《평양일보》로 출발하여 1946년 6월 북조선임시인민위원회 기관지인 《민주조선》으로 창간되었다. 1947년 2월에 북조선인민위원회의, 북조선인민위원회의 기관지가 되었고 1948년 9월에 조선민주주의인민공화국의 수립과 함께 최고인민회의와 내각의 기관지가 되었다.

## 성격
민주조선은 "인민정권 일군들과 국가 경제기관 일군들을 위대한 수령님의 혁명사상, 주체사상으로 튼튼히 무장시키며 그들을 당과 수령의 두리에 굳게 묶어 세워 당정책 관철에로 힘있게 조직 동원함으로써 온 사회의 주체사상화 위업수행에 적극 이바지하는 것"을 기본 임무로 하고 있는 것에서 알 수 있듯이 조선민주주의인민공화국의 체제선전을 위한 기관지이다.
민주조선사를 만드는 직원들로는 책임주필, 부주필 2∼3명과 편집국, 인민행정부, 문화예술부 등 12개 부서와 논설위원실이 있으며, 행정부 기관지의 특징상 당 관계기사보다는 행정면의 기사가 비교적 많이 실리고 있다.
민주조선은 조선중앙통신사와 로동신문 보도부, 국제부를 비롯한 각 부서에서 제공하는 자료에 주로 의존하고 있으며 통상 4면으로 제작되고 화요일 및 금요일과 특별한 날 등은 6면으로 증면 발행된다.

## 같이 보기
- 조선민주주의인민공화국의 신문
- 조선민주주의인민공화국의 통신